# Pressure Cookin'
Pressure Cookin' è il terzo album del gruppo musicale statunitense Labelle, pubblicato nel 1973 dalla RCA Records.
| Recensione       | Giudizio |
| ---------------- | -------- |
| AllMusic         | [ 1 ]    |
| Robert Christgau | B        |

## Tracce
Lato A
Testi di Nona Hendryx eccetto dove indicato.
1. Pressure Cookin' – 3:30
2. Medley: Something in the Air/The Revolution Will Not Be Televised – 5:50 (testo: Speedy Keen/Gil Scott-Heron)
3. Sunshine (Woke Me Up This Morning) – 3:18
4. (Can I Speak Before You Go To) Hollywood – 6:38

Lato B
Testi di Nona Hendryx eccetto dove indicato.
1. Mr. Music Man – 4:05
2. Goin' On a Holiday – 3:21
3. Let Me See You in the Light – 6:13
4. Open Up Your Heart – 3:25 (testo: Stevie Wonder)
5. Last Dance – 4:15